# Basilichthys semotilus
Basilichthys semotilus е вид лъчеперка от семейство Atherinopsidae. Видът не е застрашен от изчезване.

## Разпространение
Разпространен е в Перу и Чили.

## Описание
Популацията на вида е намаляваща.